# Canoa/kayak ai Giochi della XVI Olimpiade - K1 10000 metri maschile
La competizione del K1 10000 metri di Canoa/kayak ai Giochi della XVI Olimpiade si è disputata il giorno 30 novembre 1956 al bacino del lago Wendouree a Ballarat.

## Risultati

### Finale
| Pos.    | Atleta              | Nazione          | Tempo   |
| ------- | ------------------- | ---------------- | ------- |
| Oro     | Gert Fredriksson    | Svezia           | 47'43"4 |
| Argento | Ferenc Hatlaczky    | Ungheria         | 47'53"3 |
| Bronzo  | Michel Scheuer      | Germania         | 48'00"3 |
| 4       | Thorvald Strömberg  | Finlandia        | 48'15"8 |
| 5       | Igor Pisarev        | Unione Sovietica | 49'58"2 |
| 6       | Ladislav Čepčianský | Cecoslovacchia   | 50'08"2 |
| 7       | Svend Frømming      | Danimarca        | 50'10"0 |
| 8       | Knut Østby          | Norvegia         | 51'28"2 |
| 9       | Max Baldwin         | Australia        | 51'49"7 |
| 10      | Lloyd Rice          | Canada           | 52'00"4 |
| 11      | Robert O'Brien      | Stati Uniti      | 53'02"8 |